# Гілочник
Гілочник (Eucladium) — рід мохів родини Pottiaceae.
Рід зростає у Європі, Макаронезії, Північній Америці, Азії, Новій Зеландії.
Рід містить 1 вид.